# Cymodoce longistylis
Cymodoce longistylis là một loài chân đều trong họ Sphaeromatidae. Loài này được Miers miêu tả khoa học năm 1884.